# Francesco di Vannozzo
Francesco di Vannozzo (Padova, 1330-1340 – 1389 circa) è stato un poeta, giullare e musicista italiano appartenente a una famiglia di lanaiuoli e mercanti originari di Arezzo.

## Biografia
Dai dati biografici pervenutici si sa che fu giullare presso diverse corti dell'Italia settentrionale: nel 1363 operò presso Cansignorio della Scala a Verona, nel 1371 a Padova, nel 1372 a Venezia e in seguito a Bologna.
Nel 1381 venne invitato nuovamente a Verona dal consigliere di Cansignorio, e in questa città rimase fino alla conquista da parte dei Visconti nell'anno 1387.
Rifugiatosi a Padova scrisse otto sonetti raccolti nell'opera La cantilena pro comite virtutum, nei quali egli immagina che siano le città italiane ad invocare in prima persona la protezione di Gian Galeazzo Visconti.
Si trasferì in seguito a Milano. Le ultime notizie riguardanti la sua persona risalgono al 1389, anno probabile della sua morte.
Il canzoniere da lui composto, pubblicato a Bologna nel 1928 sotto il titolo di Le Rime di Francesco di Vannozzo, presenta stile e contenuti molto diversi tra le varie poesie.
Scrisse alcune lettere di argomento poetico ad alcuni rimatori dell'epoca, tra i quali Marsilio di Carrara, Gidino di Sommacampagna e Nicolò del Bene e fu autore di due sonetti inviati al Petrarca, che lo lodò non tanto per la sua bravura di poeta, quanto per quella di musico.
La produzione di Francesco di Vannozzo è importante quale testimonianza della diffusione del toscano nell'Italia settentrionale. Essendo padovano figlio di genitori aretini, Francesco padroneggiava il toscano, il padovano e il veneziano. Nei suoi componimenti sono pertanto presenti forme in vernacolo toscano accanto ai venetismi. Scrisse inoltre un sonetto caudato in dialetto veneziano, in risposta ad un altro sonetto di Marsilio da Carrara, e due sonetti e una frottola in dialetto veneziano. La frottola, dal titolo Se Dio m'aide, scritta in occasione della celebrazione di nozze ("mariazo"), successivamente e variamente rielaborata in un componimento drammatico, preannuncia le opere Cinquecentesche di Ruzante e di Andrea Calmo.

## Opere
- Le rime di Francesco di Vannozzo, a cura di Antonio Medin, Bologna: Commissione per i testi di lingua, 1928, p. XXIX, 325.